# Movimiento Ciudadanos del Reich

Mapa del Reich alemán con sus fronteras de 1937.

El Movimiento Ciudadanos del Reich (en alemán: Reichsbürgerbewegung) es la denominación de diversas agrupaciones e individuos vinculados a la extrema derecha alemana que rechazan, a través del negacionismo, la legitimidad de la República Federal de Alemania.
Sostienen que el Reich alemán continúa existiendo dentro de los límites territoriales previos a la Segunda Guerra Mundial, regido por un gobierno en el exilio (Kommissarische Reichsregierung, KRR). En consecuencia, no incluyen los territorios ocupados por la Alemania nazi, lo que los diferencia de aquellos grupos neonazis que reivindican al Tercer Reich.

## Gobierno en el exilio del Reich alemán

Bandera de la Confederación Alemana del Norte (1867-1871) y del Imperio Alemán (1871-1918), es utilizada como símbolo por los adeptos al movimiento

Existen varias asociaciones que rechazan o se niegan a ser regidas por el actual gobierno alemán. La principal de ellas es el autodenominado Gobierno Provisional del Reich (Kommissarische Reichsregierung) fundado por Wolfgang Gerhard Günter Ebel, quien se autodenominó como Canciller. Otra organización con la misma ideología, llamada Exilregierung Deutsches Reich (Gobierno en el exilio del Reich alemán), se estableció en Hannover, el 8 de mayo de 2004 y su líder es Norbert Rudolf Schittke.

## Argumentos y actividades
Los partidarios del movimiento, autodenominados Reichsbürger, argumentan que la Ley Fundamental para la República Federal de Alemania (la Constitución alemana) es inválida, y, en su lugar, rige la Constitución de Weimar de 1919. Asimismo, aducen que la pérdida territorial del Imperio alemán, como consecuencia del Tratado de Versalles al término de la Primera Guerra Mundial, fue una medida impuesta por los Aliados sin considerar los principios de la soberanía nacional, como también los principios de la Paz de Westfalia en relación con la autodeterminación de los habitantes. A modo de protesta elaboran sus propios documentos de identidad bajo el nombre de Deutsches Reich y se manifiestan contra el pago de impuestos.

## Historia
El Kommissarische Reichsregierung fue fundado en 1985, por Wolfgang Gerhard Günter Ebel quien trabajaba como superintendente de tráfico en Berlín Occidental, y afirmó actuar bajo la autoridad de las autoridades de ocupación aliadas. Algunos de los miembros de su "gabinete" más tarde se pelearon con Ebel y establecieron sus propios gobiernos provisionales con nombres como Exilregierung Deutsches Reich o ''Deutsches Reich AG (este último con sede en Nevada, Estados Unidos).
Sus seguidores participan en actividades como la emisión de moneda y sellos postales, así como en la promoción de sí mismos a través de Internet y otros medios. Cuando el número de sus adherentes lo permite, también emulan las instituciones "restablecidas", como tribunales o parlamentos, de la República de Weimar o de los anteriores Estados alemanes. Existió temporalmente un Reichstag, así como varios ministros del Reich, gobiernos estatales y un Reichsgericht.

## Actualidad
El 7 de diciembre de 2022, como parte de un gran allanamiento, la Fiscalía General Federal ordenó el arresto de 25 personas pertenecientes al Movimiento de Ciudadanos del Reich, acusadas de preparar un grave acto de violencia que pone en peligro al Estado, y la fuerte sospecha de formación de una organización terrorista. Según investigaciones, planearon el derrocamiento y la pérdida de poder de las estructuras estatales y su reemplazo por un gobierno revolucionario formado por ellos mismos. Aparentemente, el plan del grupo era asaltar el Bundestag por la fuerza, empleando el uso de armas, «arrestar» a miembros del parlamento y llevar a cabo ataques contra infraestructuras críticas, como la provocación deliberada de cortes de energía para provocar disturbios. Entre los detenidos se encontraba el empresario Enrique XIII Prinz Reuss, quien iba a actuar como jefe de Estado. El grupo también estableció contacto con el Consulado General ruso, la jueza berlinesa y exdiputada de AfD en el Bundestag Birgit Malsack-Winkemann y un soldado del comando KSK. Otros exmiembros de las fuerzas armadas, principalmente la Bundeswehr y el Ejército Popular Nacional, fueron destinados a la «reconstrucción del Ejército».